# Língua cabardiana
O cabardiano (ādəγabzə) é uma língua do noroeste do Cáucaso, pertencente a família abcázio-adigué das línguas caucasianas. Possui uma relação de proximidade com a língua adigué e são mutualmente inteligíveis, e juntas formam o braço circassiano dessa família.
Falado historicamente na região da Grande Cabárdia, que hoje corresponde ao território da República de Cabárdia-Balcária, uma região autônoma da Federação Russa, vivem 400 mil falantes do cabardiano, onde é considerado uma de suas línguas oficiais. O número de falantes mundo afora é desconhecido, mas é estimado que quantidade considerável deles ainda vivam na Turquia, Síria e Jordânia, descendentes daqueles que emigraram após a conquista russa do Cáucaso em 1864.
Como outras línguas do noroeste do Cáucaso, o cabardiano apresenta um sistema complexo de consoantes, um sistema extremamente simples de vogais, um sistema de prefixações e a ordem sujeito-objeto-verbo para os constituintes sintáticos.

## Etimologia
Os povos adigués e cabardianos são frequentemente chamados de circassianos e referem-se a si mesmos como ādəγa, e a sua língua de ādəγabzə. A maioria dos circassianos e adigués consideram-se membros de uma só nação, com história, costumes e instituições sociais em comum.
O termo "circassiano" tem duas etimologias: alguns o relacionam com a palavra grega Kerkétai para um dos povos antigos da costa leste do mar Negro, e outros dizem que deriva do osseto cärgäs, originado da palavra cita čarkas, que significa nobre.
O termo ādəγa, de acordo com um ponto de vista, deriva de 'atığə, que significa "alto (em altitude)" para designar um montanhista, já que o povo circassiano vive nas montanhas e perto delas há milhares de anos.

## Distribuição
Com população composta por 55,3% de cabardianos étnicos, e mais de 400,000 falantes da língua cabardiana, a República da Cabárdia-Balcária concentra a maioria dos falantes do idioma no mundo. Mais de 90% dos cabardianos étnicos usam o cabardiano como língua nativa, e quase todos são bilíngues e também falam russo.
A quantidade de falantes do cabardiano mundo afora é desconhecida, mas existem comunidades falantes da língua com uma quantidade significativa de pessoas na Jordânia, Turquia e Síria, formadas por exilados do Genocídio Circassiano após a conquista russa do Cáucaso. É estimado que 400.000 cabardianos e adigués foram exilados, enquanto seus descendentes sofreram assimilação linguística parcial em seus novos países. Hoje há cerca de 200.000 cabardianos étnicos na Turquia e 30.000 na Síria, mas não se sabem quantos deles falam a língua cabardiana.

### Dialetos
- Baksan: é o dialeto base para o cabardiano padrão, falado na Grande Cabárdia, que hoje constitui parte significante da República de Cabárdia-Balcária (oeste do rio Terek).
- Mozdok: falado na Ossétia do Norte.
- Besleney: falado na República de Carachai-Circássia e na área de Krasnodar.
- Kuban: falado no território da República da Adiguésia.

Todos são mutualmente inteligíveis, mas o Besleney difere dos demais por transicionar entre o cabardiano e a língua adigué.

## Fonologia
O cabardiano tem um dos sistemas fonológicos mais complexos dentre todas as línguas do mundo. Nas palavras nativas há apenas duas vogais, e cerca de 50 consoantes, dependendo do dialeto. A vogal a pode ser curta ou longa.

### Vogais
| Curta | ə | a  |
| Longa |   | aː |

### Consoantes
|                   |                   | Labial | Alveolar | Alveolar | Pós- alveolar | Alveolo- palatal | Velar | Velar | Velar | Uvular | Uvular | Faríngea | Glotal | Glotal |
| Central           | Lateral           | Labial | plana    | lab.     | Pós- alveolar | Alveolo- palatal | pal.  | plana | lab.  | plana  | lab.   | Faríngea |        |        |
| ----------------- | ----------------- | ------ | -------- | -------- | ------------- | ---------------- | ----- | ----- | ----- | ------ | ------ | -------- | ------ | ------ |
| Nasal             | Nasal             | m      | n        |          |               |                  |       |       |       |        |        |          |        |        |
| Plosiva           | ejetiva           | pʼ     | tʼ       |          |               |                  |       | kʷʼ   | kʲʼ   |        |        |          |        |        |
| Plosiva           | desvozeada        | p      | t        |          |               |                  | k     | kʷ    |       | q      | qʷ     |          | ʔ      | ʔʷ     |
| Plosiva           | vozeada           | b      | d        |          |               |                  | ɡ     | ɡʷ    | ɡʲ    |        |        |          |        |        |
| Africada          | ejetiva           |        | t͡sʼ      |          | t͡ʃʼ           |                  |       |       |       |        |        |          |        |        |
| Africada          | desvozeada        |        | t͡s       |          | t͡ʃ            |                  |       |       |       | q͡χ     | q͡χʷ    |          |        |        |
| Africada          | vozeada           |        | d͡z       |          | d͡ʒ            |                  |       |       |       |        |        |          |        |        |
| Fricativa         | ejetiva           | fʼ     |          | ɬʼ       |               | ɕʼ               |       |       |       |        |        |          |        |        |
| Fricativa         | desvozeada        | f      | s        | ɬ        | ʃ             | ɕ                | x     | xʷ    |       | χ      | χʷ     | ħ        |        |        |
| Fricativa         | vozeada           | v      | z        | ɮ        | ʒ             | ʑ                | ɣ     |       |       | ʁ      | ʁʷ     |          |        |        |
| Aproximante       | Aproximante       |        |          | l        |               | j                |       | w     |       |        |        |          |        |        |
| Vibrante múltipla | Vibrante múltipla |        | r        |          |               |                  |       |       |       |        |        |          |        |        |

### Fenômenos fonéticos
As plosivas desvozeadas são assimiladas às plosivas e fricativas que as seguem com respeito às características da voz e glotalização:
- wa b-łaġwāś > wa płaġwāś  (Você viu)
- da d-śāś >  da t'ś'āś (Nós conseguimos)

Duas vogais não podem ocorrer uma próxima da outra; quando o primeiro morfema termina, e o segundo começa com uma vogal, as duas vogais se fundem, onde a vogal baixa é mais forte (ə-a se torna a, a-ā vira ā):
- sə-k'wa-ā-ś > sək'wāś
- sə-hə-ā-ś > shāś

#### Apofonia
Como as línguas semitas, cartevélicas e línguas indo-europeias mais antigas, as línguas da família abcázio-adigué possuem alterações morfológicas de vogais, a apofonia. Alternações de vogais no cabardiano são frequentemente usadas com verbos, especialmente para expressar a categoria de transitividade/intransitividade. As alternações de vogais mais comuns são:
1. (a - ə): esse padrão de apofonia é usada para distinguir verbos transitivos e intransitivos, bem como números cardinais e adverbiais; dan (ver, intransitivo) / dən (ver, transitivo) - śə (três) / śa (três vezes).[10]
2. (ə - 0): esse padrão é usado para distinguir os prefixos pessoais de verbos intransitivos (ə) dos prefixos de verbos transitivos (0); səbdawva (Eu aro junto com você, 1a p. sing. para o verbo intransitivo) - bdəzawva (Eu aro isso com você,1a p. sing. para o verbo transitivo).[10]
3. (a - 0): esse padrão é meramente um tipo especial de alternância entre (a) e (ə), para distinguir verbos elativos e ilativos; yəš (tire!) - yəša (traga!).[10]

## Ortografia
| Círilico  | Pronúncia (IPA) | Transliteração (TITUS) |
| --------- | --------------- | ---------------------- |
| А а       | [aː]            | Ā ā                    |
| Ә ә       | [a]             | A a                    |
| Б б       | [b]             | B b                    |
| В в       | [v]             | V v                    |
| Г г       | [ɣ]             | G g                    |
| Гу гу     | [ɡʷ]            | Gw gw                  |
| Гъ гъ     | [ʁ]             | ‌Ġ ġ                    |
| Гъу гъу   | [ʁʷ]            | ‌Ġw ġw                  |
| Д д       | [d]             | D d                    |
| Дж дж     | [d͡ʒ] ou [ɡʲ]    | Dž dž                  |
| Дз дз     | [d͡z]            | Dz dz                  |
| E e       | [ja/aj]         | ‌Ay/Ya ay/ya            |
| Ж ж       | [ʒ]             | ‌‌Ž ž                    |
| Жь жь     | [ʑ]             | Ź ź                    |
| З з       | [z]             | Z z                    |
| И и       | [jə/əj]         | Yə yə                  |
| Й й       | [j]             | Y y                    |
| К к       | [k]             | K k                    |
| Ку ку     | [kʷ]            | Kw kw                  |
| Кӏ кӏ     | [t͡ʃʼ] ou [kʲʼ]  | ‌Č̣ʼ č̣ʼ                  |
| Кӏу кӏу   | [kʷʼ]           | K'w k'w                |
| Къ къ     | [q]             | Q' q'                  |
| Къу къу   | [qʷ]            | Q'w q'w                |
| Кхъ кхъ   | [q͡χ]            | Q q                    |
| Кхъу кхъу | [q͡χʷ]           | Qw qw                  |
| Л л       | [ɮ] ou [l]      | L l                    |
| Лъ лъ     | [ɬ]             | ‌Ł ł                    |
| Лӏ лӏ     | [ɬʼ]            | ‌Ł' ł'                  |
| М м       | [m]             | M m                    |
| Н н       | [n]             | N n                    |
| О о       | [ɜw][wa]        | Aw/Wa aw/wa            |
| П п       | [p]             | P p                    |
| Пӏ пӏ     | [pʼ]            | P' p'                  |
| Р р       | [r]             | R r                    |
| С с       | [s]             | S s                    |
| Т т       | [t]             | T t                    |
| Тӏ тӏ     | [tʼ]            | T' t'                  |
| У у       | [w/əw]          | W w                    |
| Ф ф       | [f]             | F f                    |
| Фӏ фӏ     | [fʼ]            | F' f'                  |
| Х х       | [x]             | X x                    |
| Ху ху     | [xʷ]            | Xw xw                  |
| Хь хь     | [ħ]             | H h                    |
| Хъ хъ     | [χ]             | ‌Ꭓ ꭓ                    |
| Хъу хъу   | [χʷ]            | ‌Ꭓw ꭓw                  |
| Ц ц       | [t͡s]            | C c                    |
| Цӏ цӏ     | [t͡sʼ]           | C' c'                  |
| Ч ч       | [t͡ʃ]            | ‌Č č                    |
| Ш ш       | [ʃ]             | Š š                    |
| Щ щ       | [ɕ]             | Ś ś                    |
| Щӏ щӏ     | [ɕʼ]            | Ś' ś'                  |
| Ы ы       | [ə]             | ‌Ə ə                    |
| Ю ю       | [ju]            | Ywə ywə                |
| Я я       | [jaː]           | Yā yā                  |
| Ӏ ӏ       | [ʔ]             | ʔ                      |
| Ӏу ӏу     | [ʔʷ]            | ʔʷ                     |

### História da escrita
O cabardiano era uma língua sem escrita até o começo do século XX, embora tenha havido tentativas de escrevê-lo usando uma escrita árabe adaptada. Até o século XX, o árabe clássico era a língua de alfabetização em todo o Cáucaso. Alfabetos especiais para o cabardiano, baseado no árabe e no cirílico russo, foram desenvolvidos pelo acadêmico Shora Nogma (1801-1841), que também é o autor do primeiro dicionário russo-cabardiano. Entretanto, esses alfabetos não persistiram, nem os alfabetos árabe e latinos desenvolvido pelo médico Muhamed Pčegatluxov.  A escrita latina foi adaptada para o cabardiano em 1923 por M. Xuranov na Rússia Soviética, sendo usada até a sua substituição, em 1936, por um cirílico russo adaptado, que até hoje é usado como o alfabeto cabardiano. Existem hoje algumas tentativas para reintroduzir a escrita latina, especialmente com a diáspora cabardiana na Turquia, onde o alfabeto latino é usado. Entretanto essas tentativas não se concretizaram na Cabárdia.

## Gramática
O cabardiano é uma língua polissintética, na qual há um número muito maior de morfemas comparado ao número de palavras em uma frase. Substantivos podem assumir uma quantidade relativamente pequena de formas, mas o complexo verbal normalmente contém um grande número de afixos para uma série de classes gramaticais. Os morfemas combinam-se dentro de uma palavra de acordo com o princípio aglutinativo: cada morfema representa somente uma categoria gramatical. A exceção é a categoria de pessoa que sempre é fundida com a categoria de número no caso de verbos e pronomes.

### Substantivos
Os substantivos em cabardiano podem ser flexionados em definição, número e caso. De todas as línguas da família abcázio-adigué, somente o abecásio e o abaza têm a categoria de gênero; a língua cabardiana não apresenta traços dessa categoria.

#### Número
Existem dois números na língua cabardiana: singular (não marcados) e plural (geralmente marcados); o sufixo do plural é (-xa), e é opcional para vários substantivos, usado somente quando quem fala quer enfatizar que o substantivo é plural.
- ś'āla (homem jovem) / ś'ālaxar (homens jovens)
- wəna (casa) / wənaxar (casas)

Todos os plurais marcados são definidos (o X), ou são indefinidos mas específicos (um certo X, conhecido pelo falante, mas não pelo ouvinte), e são marcados no caso absolutivo (-r). Ocasionalmente o sufixo do plural pode ser usado para indicar grupos sociais, como famílias, enquanto a adposição səma é usada para pluralizar nomes pessoais e indicar grupos mais específicos:
- Məwhamadxa yxadayž (Para os Muhammeds)
- Dəwdahr səma (Dudar e seu coorte, amigos)

Substantivos que denotam substâncias e substantivos coletivos não possuem plural:
- ś'ālaġwāla (a juventude)
- ša (leite)

#### Definição
A definição só é claramente diferenciada nos casos principais (nominativo e ergativo): os finais (-r) e (-m) são adicionados somente quando o substantivo é definido; substantivos indefinidos não recebem marcação.
- pśāśam mər yaś'a  (A garota sabe disso)
- pśāśa mər yaś'a (Uma garota sabe disso)

Em alguns substantivos, cujo significado é inerentemente definido, o sufixo é opcional:
- dəγa(r) sawłāġw (Eu vi o sol)

Se um substantivo no caso instrumental é definido, a marcação do ergativo (-m) é colocado antes da terminação do instrumental (-č'a):
- sa mər samč'a sawś (Eu faço isso com a faca)

#### Casos
Diferente das outras línguas da família abcázio-adigué, o cabardiano e o adigué tem os casos marcados por sufixos nos substantivos, adjetivos e pronomes. Os casos são: nominativo (-r), ergativo  (-m), instrumental (-č'a) e adverbial (-wa). Os casos principais, que expressam relações sintáticas básicas em uma sentença são o nominativo e o ergativo, e os casos periféricos são o instrumental e o adverbial.
O nominativo é o caso do predicado nominal:
- mə ś'ālarś čempionər (Aquele homem jovem é o campeão)

O nominativo também é o caso do sujeito intransitivo e do objeto transitivo:
- ś'ālar yawdža (O garoto estuda)
- sa txəł'ər q'asśtāś (Eu peguei o livro)

O ergativo é, basicamente, o caso oblíquo geral usado para todas as outras funções gramaticais; como no caso do sujeito transitivo:
- studentəm txəłər yadžāś (O estudante estudou o livro)

Substantivos e adjetivos no caso adverbial geralmente correspondem aos advérbios nas línguas europeias, indicando as circunstâncias em que a ação foi realizada:
- žəγxar sātərwə xasāś (Eles plantaram as árvores em linhas)

O caso instrumental corresponde ao instrumental em línguas eslavas, expressando o instrumento com o qual a ação é executada, entretanto também pode indicar várias circunstâncias de uma ação, assim como o trajeto utilizando verbos de movimento:
- šəmč'a māk'wa (Ele vai com o cavalo)
- mazč'a k'wan (Passar pela floresta)

### Pronomes
O cabardiano apresenta pronomes pessoais em primeira e segunda pessoa, e uma variedade de pronomes em terceira pessoa que também podem ser usados como pronomes demonstrativos; não há distinção entre "ele", "este","esse" ou  "aquele". Além disso, os pronomes são declinados em quatro casos gramaticais.

#### Pessoais e demonstrativos
| Caso gramatical | Singular | Singular | Singular | Plural | Plural | Plural    |
| Caso gramatical | 1a PS    | 2a PS    | 3a PS    | 1a PP  | 2a PP  | 3a PP     |
| --------------- | -------- | -------- | -------- | ------ | ------ | --------- |
| Nominativo      | sa       | wa       | ār       | da     | fa     | āxar      |
| Ergativo        | sa       | wa       | ābə      | da     | fa     | ābəxam    |
| Instrumental    | sarč'a   | warč̣ʼa   | ābəč'a   | darč'a | farč̣ʼa | ābəxamč'a |
| Adverbial       | sarwə    | warwə    | ārwə     | darwə  | farwə  | āxarwə    |

O pronome da terceira pessoa é formado com os radicais (ā-), (mə-) e (maw-). Podem aparecer sem a marcação do nominativo (-r), que expressa a definição dos pronomes pessoais.
- sa ā rāsskazəm syadžāś (Eu li aquela história)

O (ā-) é o pronome básico usado em anáfora (fazer referência ao que já foi mencionado no texto), enquanto (mə-) e (maw-) estão em oposição em relação ao grau de distância do falante: (mə-) refere-se a um objeto mais próximo (ou pessoa), e (maw-) a um mais distante.

### Verbos
A morfologia verbal do cabardiano é extremamente complexa. Prefixos e sufixos são usados para indicar diferentes categorias verbais, e também há a apofonia (alternância das vogais da raiz).  Verbos não possuem categoria de voz (não há distinção entre ativa e passiva), mas possui as categorias de transitividade, pessoa, número, tempo, modo, causalidade, dois tipos de construções aplicativas (benéficas/maléficas e conjuntividade/comitativa), reflexividade, reciprocidade, involuntariedade e evidencialidade. Verbos ativos e estáticos são distintos sistematicamente, e muitas das categorias citadas não se aplicam a verbos estáticos.
O complexo verbal consiste em um número de prefixos, a raiz, e um número de sufixos. As posições dos prefixos seguem a seguinte ordem, de acordo com a sua categoria:
- 1. direcional  2.reflexivo/reciproco  3.versão  4.conjugatividade  5.potencialidade  6.negação  7.causativo/involuntariedade

As posições dos sufixos:
- 1. intransitividade  2.tempo  3.modo/potencialidade/evidencialidade  4.negação/interrogatividade

#### Negação verbal
A negação do verbo é expressa com o sufixo (-q'əm), quando o verbo é flexionado para número e pessoa, e com o prefixo (mə-) quando o verbo não é flexionado; neste caso o prefixo precede imediatamente a raiz do verbo, ou prefixo causativo.
- sək'w arq'əm (Eu não vou)
- wəməlāźawə pšxər haramś (É pecado se você comer, e não trabalhar)

As duas negações verbais diferem em escopo: o prefixo (mə-) tem o seu sentido restrito sobre o núcleo verbal, enquanto o sufixo (-q'əm) nega a sentença inteira.

#### Tempo
O cabardiano possui um sistema complexo de tempos verbais. Ele distingue as dimensões básicas do presente, futuro e passado, e, junto ao passado, dois graus de distância: o pretérito e o pretérito imperfeito denotam ações que ocorreram em um passado recente, enquanto o pretérito perfeito denota um evento no passado distante. A categoria de tempo é majoritariamente expressa por sufixos:
| Tempo                                | Afixo          | Exemplo    | Tradução                                  |
| ------------------------------------ | -------------- | ---------- | ----------------------------------------- |
| Presente                             | ma-, mā-, -aw- | sawk'wa(r) | Eu vou                                    |
| Pretérito                            | -ā             | sək'wāś    | Eu fui                                    |
| Pretérito Imperfeito                 | -(r)t, -m      | sək'wa(r)t | Eu estava indo                            |
| Pretérito anterior                   | -ā-t           | sək'wāt    | (Então) Eu fui                            |
| Pretérito Mais-que-perfeito          | -ġā            | sək'waġāś  | Eu fui a muito tempo atrás                |
| Pretérito Mais-que-perfeito anterior | -ġāt           | sək'waġāt  | (Então) Eu fui a muito tempo atrás        |
| Futuro categórico                    | -n             | sək'wanś   | Eu irei                                   |
| Futuro factual                       | -nwə           | sək'wanwəś | Eu irei, estou prestes a ir               |
| Futuro II                            | -nwət          | sək'wanwət | Eu já estava prestes a ir / Eu deveria ir |

O significado de tempos verbais anteriores não é totalmente claro. De acordo com livros de referência, tempos anteriores indicam ações que duraram algum tempo no passado e suas formas são glossadas com a adição do advérbio "então". A diferença entre o futuro categórico e o futuro factual, também não é exatamente clara. Algumas fontes falam que o futuro categórico expressa a intenção de realizar uma ação, enquanto o futuro factual expressa a certeza que a ação será realizada. Alguns autores referem-se ao futuro II como condicional, sendo formado adicionando o sufixo (-t ) a forma do futuro factual. Parece que as formas com o sufixo (-nt ), que às vezes são consideradas parte de um modo verbal distinto (o subjuntivo), pode ser incluído nessa categoria.

#### Modos
Os modos verbais do cabardiano são: indicativo, imperativo, admirativo, optativo, condicional e permitivo.
| Modo        | Marcação                      | Contexto                                                                                | Exemplo                      | Tradução                                                       |
| ----------- | ----------------------------- | --------------------------------------------------------------------------------------- | ---------------------------- | -------------------------------------------------------------- |
| Indicativo  | sufixo -ś (afirmativo)        | Declarações tidas como verdadeiras                                                      | k'wāś                        | Ele foi                                                        |
| Imperativo  | radical nu (sem sufixos)      | Comandos, pedidos, conselhos e convites                                                 | txə!                         | Escreva!                                                       |
| Admirativo  | sufixo -yə                    | Expressa admiração do locutor ou o inesperado da realização da ação expressa pelo verbo | sa nawba zə məśa słaġwāśyə   | Ora, eu vi um urso hoje!                                       |
| Optativo    | sufixos -śara(t), -rat, -č'at | Expressa pedido ou uma ação a ser realizada                                             | ār q'asəžāśara(t)            | Ah, se ele viesse!                                             |
| Condicional | sufixos -m(a) e -am(a)        | Expressa o fato que a ação é performada sobre uma certa condição                        | dəfłāġwāma                   | Se você nos viu                                                |
| Permitivo   | sufixos -m(ə),-myə            | Expressa que a ação é realizada apesar de algum fato ou circunstancia                   | fač'a ś'alāśamyə gwəč'a ł'əś | Embora pela pele ele seja um menino, de coração ele é um homem |

#### Evidencialidade
O sufixo básico da evidencialidade é o (-ġan), ele é usado para expressar que a ação provavelmente está ocorrendo (ou que aconteceu, ou que acontecerá), mas que isso não foi evidenciado pelo locutor.
- ār q'ak'w ažāġanś (Ele provavelmente voltou)

Invés da categoria da evidencialidade, a gramática da língua cabardiana menciona sobre um especial "modo verbal hipotético". Entretanto, ela não se encaixa como uma sub categoria de modo verbal; a evidencialidade é usada para informar a fonte de informação com que a afirmação é baseada. Como confirmação de que o "modo hipotético" não pertence à mesma categoria que outros modos verbais, é que podemos usar, ao contrário dos afixos dos modos verbais verdadeiros, o sufixo da evidencialidade combinado com o sufixo indicativo (-ś). 
- k'wāġanś  (Ele provavelmente vem) em oposição a k'wāś  (Ele vem)

### Sentença
Como na maioria das línguas caucasianas, o cabardiano apresenta a ordem SOV como padrão para os elementos de sua sentença, mas outras ordens também podem aparecer.

## Vocabulário

### Números cardinais
| Número | Cabardiano |
| ------ | ---------- |
| 1      | zə         |
| 2      | t'wə       |
| 3      | śə         |
| 4      | pł'ə       |
| 5      | txwə       |
| 6      | xə         |
| 7      | blə        |
| 8      | yə         |
| 9      | bġwə       |
| 10     | pś'ə       |
| 100    | śa         |

### Exemplo de texto

#### 1oartigo da Declaração Universal dos Direitos Humanos
ЦIыху псори щхьэхуиту, я щIыхьымрэ я хуэфащэхэмрэкIэ зэхуэдэу къалъхур. Акъылрэ зэхэщIыкI гъуазэрэ яIэщи, зыр зым зэкъуэш зэхащІэ яку дэлъу зэхущытын хуейхэщ.
Transliteração:
C'ykhu psori shhehuitu, ya sh'iikhymyare ya khuefashhekh'emrek'Ie zekhuedeu k'al'khur. Akyalre zekhe sh'iik'I g'uazare ya'eshchi, zyr zym zek'uesh zekhash'e yaku del'u zekhuschytyn khueikhesh.
Tradução:
Todos os seres humanos nascem livres e iguais em dignidade e direitos. São dotados de razão e consciência e devem agir em relação uns aos outros com espírito de fraternidade.

## Menções
- O cabardiano já foi tema do segundo problema da Olimpíada Internacional de Linguística, em 2015.[37]